# Scopelophila
Scopelophila là một chi rêu trong họ Pottiaceae.